# Тепловая сеть
Теплова́я сеть (теплосеть) — совокупность устройств (включая центральные тепловые пункты, насосные станции), предназначенных для передачи тепловой энергии, теплоносителя от источников тепловой энергии до теплопотребляющих установок. Ключевые примеры: теплоснабжение и горячее водоснабжение.

## Теплосети в России
Согласно документу «Концепция развития теплоснабжения в России, включая коммунальную энергетику, на среднесрочную перспективу. Официальная информация Минэнерго РФ» от 2000 года, в России «суммарная протяженность тепловых сетей в двухтрубном исчислении составляет около 183 300 км», «средний процент износа [теплосетей] оценивается в 60-70 %. По экспертной оценке 15 % тепловых сетей требуют безотлагательной замены… Для приведения системы транспорта теплоносителя в надежное состояние необходимо капитально отремонтировать или построить заново 150 тыс. км теплотрасс в двухтрубном исчислении».
В докладе «Теплоснабжение Российской Федерации. Пути выхода из кризиса. 1. Реформа системы теплоснабжения и теплопотребления РФ». М., 2001 отмечается:

Общая ситуация с тепловыми сетями в последние годы резко ухудшилась. Сокращение финансирования привело к уменьшению объемов перекладок трубопроводов. Руководство предприятий теплоснабжения, стремясь не допустить увеличения аварийности, пыталось сохранить объемы перекладок, снижая требования к качеству и всячески удешевляя строительные работы.
Переложенные сети имели очень низкий ресурс и через 5-7 лет требовали новой перекладки. В итоге, количество аварийных сетей к 2000 году начало расти в геометрической прогрессии, а количество аварий стало удваиваться через каждые 2 года, в среднем увеличившись за последние 6 лет в 10 раз. Как следствие в разы увеличилась и мощность аварийных служб…
Реальные тепловые потери составляют от 20 до 50 % выработки тепла зимой и от 30 до 70 % летом, это подтверждается резким уменьшением необходимой выработки тепла при переходе на индивидуальные источники и замерами тепловых потерь на реальных тепловых сетях. Утечки теплоносителя превышают нормы, принятые в развитых странах, в миллионы раз.

Наибольшее количество повреждений приходится на дефекты трубопроводов. Их доля достигает 79 % в общей массе повреждений. Наиболее частой причиной повреждений теплопроводов является коррозия стенки трубы. Количество повреждений, связанных с разрывом продольных и поперечных сварных швов труб, значительно меньше (не более четверти), чем коррозионных. Основными причинами разрывов сварных швов являются заводские дефекты при изготовлении труб и дефекты сварки труб при строительстве. При этом ошибочно рассматривать наружную или внутреннюю коррозию в качестве первопричины появления дефекта: наружную и внутреннюю коррозию следует рассматривать лишь как следствие факторов, вызывающих ее в подавляющем большинстве случаев: увлажнение теплоизоляции и стенки трубы и неправильный режим водоподготовки соответственно.